# Heimatschutz
Heimatschutz er en arkitektonisk retning, der havde sin storhedstid i første halvdel af det 20. århundrede i Tyskland. Navnet opstod i 1904, hvor foreningen Deutsche Bund für Heimatschutz blev dannet. Stilen gik af mode med udgangen af 2. verdenskrig.
Hovedideen i Heimatschutz var, at bygninger skulle passe ind i den natur, hvori de blev opført, og dette medførte, at bygningsværker opført i denne stil kan variere meget i udseende. I Danmark kan man finde enkelte bygninger i Heimatschutz-stilen, især i Sønderjylland; et eksempel er Ballum Slusekro.